# KML
KML (от англ. Keyhole Markup Language — язык разметки Keyhole) — язык разметки на основе XML для представления трёхмерных геопространственных данных в программе Google Планета Земля («Keyhole» до её приобретения Google).
Подмножество языка KML 2.0 может использоваться и для отображения двухмерных карт в сервисе Google Карты.
KML-файлы обычно распространяются в ZIP-архиве: KMZ

MIME-тип KML-файлов: application/vnd.google-earth.kml+xml

MIME-тип KMZ-файлов: application/vnd.google-earth.kmz

## Содержание файлов
KML-файл определяет один или несколько объектов для отображения в Google Earth. Этими объектами могут быть:
- Пометки на карте. Задаётся значок, отображаемый в некотором месте на карте, и его относительная величина, а также текст и цвет и величина надписи, отображаемой возле значка. Есть возможность создать пометку без значка. Например, поставить номера домов района. Для этого нужно просто в стиле создать пустую ссылку на значок: <Icon><href></href></Icon>
- Многоугольник или набор линий. Определяется цвет линий и цвет подписи.
- Изображение. Определяется положение изображения на поверхности Земли, а также его масштаб. Также можно разместить изображение на экране, не перемещающееся вместе с картой — например, логотип.
- Трёхмерная модель. Версия языка KML 2.1 (которая соответствует четвёртой версии программы Google Earth) позволяет подключать описание трёхмерных объектов (например, зданий и сооружений). Трёхмерную модель можно задать двумя способами: заданием высоты плоских фигур (вытягиванием) и ссылкой на полноценную модель в формате Collada.

Кроме упомянутых характеристик, для каждого объекта также задаются основные геоинформационные свойства (географическая широта и долгота, а также высота либо над уровнем моря, либо над уровнем поверхности Земли). Может быть приведено краткое описание объекта (которое в дальнейшем отображается во всплывающей подсказке по запросу пользователя). Может быть указан рекомендуемый ракурс наблюдения отмеченного на карте места, то есть рекомендуемая высота, азимут и угол наклона «виртуальной камеры».
Объекты внутри KML-файла можно организовать в иерархические структуры папок и подпапок, чтобы было удобнее совместно включать и отключать отображение логически взаимосвязанных групп объектов.
KML-файл может содержать (в URL-форме) ссылки на другие файлы в формате KML или KMZ, расположенные где-либо в Сети, и задавать условия и регулярность загрузки и отображения данных из этих внешних источников. Такая сетевая ссылка также видна в качестве своеобразной подпапки.
Язык KML во многом следует структуре языка GML — географического языка разметки.

## Пример KML-разметки
```
<?xml version="1.0" encoding="UTF-8"?>

<kml
 
xmlns=
"http://earth.google.com/kml/2.1"
>

<Placemark>

	
<name>
Геленджик
</name>

	
<description>
<![CDATA[<p>Геленджик, Краснодарский край, Россия.</p>Город

        располагается по&amp;nbsp;берегам Геленджикской бухты,

        но&amp;nbsp;не&amp;nbsp;равномерно (восточный берег исторически

        более населён).]]>
</description>

	
<LookAt
 
id=
"khLookAt540_copy0"
>

		
<longitude>
38.0576198113139
</longitude>

		
<latitude>
44.56963150481845
</latitude>

		
<altitude>
0
</altitude>

		
<range>
14693.40972993507
</range>

		
<tilt>
49.10268313434742
</tilt>

		
<heading>
37.85562764777833
</heading>

	
</LookAt>

	
<Style>

		
<IconStyle>

			
<scale>
0.9
</scale>

			
<Icon>

				
<href>
root://icons/palette-4.png
</href>

				
<x>
32
</x>

				
<y>
128
</y>

				
<w>
32
</w>

				
<h>
32
</h>

			
</Icon>

		
</IconStyle>

		
<LabelStyle>

			
<scale>
0.9
</scale>

		
</LabelStyle>

	
</Style>

	
<Point
 
id=
"khPoint541_copy0"
>

		
<coordinates>
38.06284424434902,44.56842733252498,0
</coordinates>

	
</Point>

</Placemark>

</kml>

```